# Olaf I. Dánský
Olaf I. Dánský (Oluf I Hunger; asi 1050 – 18. srpna 1095) byl králem Dánska v letech 1086 až 1095. Králem se stal po smrti svého bratra Knuta IV. jako třetí ze synů Svena II. Jeho přízvisko znamená Hlad.

## Život
Olaf se narodil okolo roku 1050 jako syn krále Svena II. a neznámé konkubíny. Během vlády svého staršího bratra Knuta IV. byl zřejmě šlesvickým vévodou. Knut se obával podpory, které se Olafovi dostávalo ze strany šlechty, zatímco Olaf bál Knutových dynastických ambicí a pokládal Knutova syna Karla jako potenciálního rivala v boji o moc. Knut Olafa obvinil z vyvolávání potíží a jejich bratr Erik ho uvrhl do želez. Byl vykázán do Flander pod dohled Roberta Flanderského.

### Dánský král
Knut byl zabit v Odense v červenci 1086. Olaf byl ve Viborgu prohlášen králem, ačkoliv byl stále ve Flandrách. Na základě dohody byl Olaf jako rukojmí vyměněn za svého mladšího bratra Nielse. Po jeho návratu do Dánska se další z bratrů Erik uchýlil do švédského exilu. Olaf byl třetím ze Svenových synů, který se stal dánským králem.
Olafova vláda byla poznamenána několika po sobě jdoucími lety špatné úrody. Podle „Danmarks Riges Krønike“ byla v těch letech jara tak suchá, že pole vypadala jako spálená, a na podzim pršelo tolik, že lidé plavali na kusech dřeva a uřezávali vršky obilí, které vyčnívaly nad vodou. Olafovi se začalo přezdívat „Hlad“, aby tak vynikla sláva Knuta IV. Hladomor prý byl božím trestem za jeho svatokrádežné zabití (Knut IV. byl zabit v kostele). Saxo Grammaticus tento hladomor popisuje jako ryze dánský fenomén, později však bylo zjištěno, že to byl v oněch letech obecný evropský problém.
Olaf zřejmě podporoval protipapeže Wiberta z Ravenny. Během jeho vlády byly některé z Knutových zákonů zrušeny a moc šlechty vzrostla na úkor duchovenstva.

### Smrt
Olaf zemřel za záhadných okolností 18. srpna 1095. Spekuluje se o tom, že se zabil sám, nebo že se obětoval ve prospěch nešťastného lidu. Saxo Grammaticus píše, že „se dobrovolně obětoval, aby země byla zbavena neštěstí, a prosil, aby všechna vina padla jen na jeho hlavu.“ Je jediným z dánských vládců, jehož pohřebiště není známé. Je možné, že jeho tělo bylo rozděleno mezi dánské regiony, aby tak zmizela vina Dánska a navrátilo se mu štěstí.
Olaf byl ženatý s Ingegerdou Norskou, ale neměli spolu potomky. Jeho nástupcem se stal jeho bratr Erik.